# 样本方差
样本方差是依据所给样本对随机变量的方差做出的一个估计。

## 定义
设 {\displaystyle X_{1},\cdots ,X_{n}} 是随机变量 {\displaystyle X} 的 {\displaystyle n} 个样本，则样本方差定义为：
{\displaystyle s^{2}={\frac {1}{n-1}}\sum _{i=1}^{n}(X_{i}-{\bar {X}})^{2}}
其中 {\displaystyle {\bar {X}}} 为样本均值。
根据该定义，可以得出：
{\displaystyle s^{2}={\frac {1}{n-1}}(\sum _{i=1}^{n}X_{i}^{2}-n{\bar {X}}^{2}).}

## 无偏性
若随机变量 {\displaystyle X} 的期望为 {\displaystyle \mu }、方差为 {\displaystyle \sigma ^{2}}，则样本方差的期望满足：
{\displaystyle \operatorname {E} (s^{2})={\frac {1}{n-1}}{\big [}\sum _{i=1}^{n}\operatorname {E} (X_{i}^{2})-n\operatorname {E} ({\bar {X}}^{2}){\big ]}={\frac {1}{n-1}}{\big [}\sum _{i=1}^{n}(\sigma ^{2}+\mu ^{2})-n({\frac {\sigma ^{2}}{n}}+\mu ^{2}){\big ]}=\sigma ^{2}}
即样本方差是总体方差的无偏估计。
样本方差的定义中，分母的值为{\displaystyle n-1}而非{\displaystyle n}，一个重要原因即是这样定义的样本方差是总体方差的无偏估计。这被称为贝塞尔修正。

## 样本方差的分布
样本方差作为随机变量的（可测）函数，其本身也是一个随机变量。在某些特殊情况下样本方差的分布是已知的。例如，若{\displaystyle X_{1},\cdots ,X_{n}}是独立同分布的正态随机变量，均值和方差为{\displaystyle \mu }和{\displaystyle \sigma ^{2}}，则{\displaystyle (n-1)s^{2}/\sigma ^{2}}服从自由度为{\displaystyle n-1}的卡方分布。